# Lens (Belgia)
Lens (wa. Linse) – miejscowość i gmina w południowej Belgii, w Regionie Walońskim, w prowincji Hainaut, w okręgu Mons. 1 stycznia 2024 liczyła 4636 mieszkańców.

## Podział administracyjny
W skład gminy wchodzą cztery dzielnice (section):
- Bauffe
- Cambron-Saint-Vincent
- Lombise
- Montignies-lez-Lens